# Frits Christensen
Frits Christensen (født 4. februar 1948 i Vester Hornum) er en dansk freelance-journalist og forfatter og indehaver af F-Communication. Siden 2011 redaktør af Golfavisen og Golfmagasinet. Siden 2025 Golfbladet. Han var i over 30 år ansat på Jyllands-Posten, blandt andet som avisens sportsredaktør fra 1988 til 2006. Medlem af lederkollegiet indtil fratrædelse i 2008. Formand for Danske Sportsjournalister 1995-1996.